# 서울 발라드
서울 발라드(Seoul Ballad)는 한국에서 제작된 이학수 감독의 2005년 드라마, 코미디, 멜로/로맨스 영화이다. 박지은 등이 주연으로 출연하였다.

## 출연

### 주연
- 박지은
- 양신영
- 임도연
- 이상윤

## 제작진
- 촬영부: 박지예
- 촬영부: 임도연
- 조감독: 이상윤
- 연출부: 김석
- 연출부: 박미희